# Teratohyla spinosa
Teratohyla spinosa е вид жаба от семейство Centrolenidae. Видът не е застрашен от изчезване.

## Разпространение
Разпространен е в Еквадор, Колумбия, Коста Рика, Никарагуа, Панама и Хондурас.

## Описание
Популацията на вида е стабилна.